# Enjil
Enjil (en àrab أنجيل, Anjīl; en amazic ⵏⵊⵉⵍ) és una comuna rural de la província de Boulemane, a la regió de Fes-Meknès, al Marroc. Segons el cens de 2014 tenia una població total de 8.364 persones.